# Wołodymyr Błażenczuk
Wołodymyr Iwanowycz Błażenczuk, Володимир Блаженчук Іванович (ur. 7 września 1945 w Chołopiczach w obwodzie wołyńskim, zm. 2 listopada 2019 w Łucku) – ukraiński rolnik, funkcjonariusz młodzieżowy i partyjny, działacz państwowy, urzędnik konsularny i dyplomata.

## Życiorys
Od 1959 był rolnikiem kołchozu „Bat'kiwszczyna” (Батьківщина) w rejonie łokackim na Wołyniu. Absolwent Technikum Rolniczego w Horochowie.
W 1966 wstąpił do KPZR i przeszedł do aparatu władzy – był kierownikiem referatu Komitetu Rejonowego Komsomołu w Horochowie (-1973), instruktorem, zastępcą kierownika wydziału Wołyńskiego Komitetu Obwodowego Komsomołu, I sekretarzem KR Komsomołu w Łokaczach.
W międzyczasie ukończył Państwowy Instytut Pedagogiczny im. Lesi Ukrainki w Łucku (-1971) i Wyższą Szkołę Partyjną przy Komitecie Centralnym Komunistycznej Partii Ukrainy w Kijowie.
Kontynuował pracę w aparacie władzy – był pierwszym sekretarzem Wołyńskiego Komitetu Obwodowego Komsomołu (1973-1978), drugim sekretarzem (1978-1979) i pierwszym sekretarzem komitetu rejonowego KPU w Iwaniczach (1979-1983), pierwszym sekretarzem komitetu miejskiego KPU w Kowlu (1983-1986), kierownikiem wydziału Komitetu Obwodowego KPU w Łucku (1986-1987), drugim sekretarzem KO KPU w Łucku (1987-1990), przewodniczącym Wołyńskiej Rady Obwodowej Deputowanych Ludowych (1990-1991), pierwszym sekretarzem KO KPU w Łucku (1990), ponownie przewodniczącym Wołyńskiej Rady Obwodowej Deputowanych Ludowych i szefem Administracji Obwodu (1991-1992), oraz przedstawicielem prezydenta Ukrainy w Łucku (1992-1994).
W 1994 przeszedł do ukraińskiej służby zagranicznej – powierzono mu pełnienie funkcji konsula generalnego w Gdańsku (1994-1998) i radcy ambasady w Gruzji (1998-1999).
Po przejściu na emeryturę zamieszkał w Łucku. Nadano mu stopień pułkownika rezerwy.